# Kastamonu
Kastamonu (in greco Κασταμονή?, Kastamoní) è una città della Turchia, sulla costa del Mar Nero, capoluogo dell'omonima provincia.

## Storia
Si ritiene che la città sia stata fondata nel XVIII secolo a.C. La città era nota come Timonion (in greco: Τιμόνιον) durante il periodo dell'Impero romano.  All'interno della regione, i romani fondarono la città di Paphlagonia presso la città di Taşköprü.
Isacco I Comneno, figlio del generale Manuele Comneno Erotico, ricevette da Basilio II il feudo e costruì una fortezza denominata Castra Comneni (Κάστρα Κομνηνῶν), che sarebbe diventata la sede della casa imperiale dei Comneni. Il nome Kastra Komnenon fu abbreviato in Kastamone, e più tardi turchizzato in Kastamoni e Kastamonu.
Ibn Battuta visitò la città, descrivendola come "una delle città più grandi e più belle, dove le merci sono abbondanti e i prezzi bassi." Vi rimase quaranta giorni.
La "rivoluzione del codice dell'abbigliamento" di Mustafa Kemal (poi conosciuto come Atatürk) iniziò a Kastamonu il 23 agosto 1925. Atatürk fece il suo discorso storico riguardante il "cappello e abito della rivoluzione" nella sua visita alla sede del Partito Popolare Repubblicano (CHP) della città. L'edificio è ora utilizzato come museo archeologico. I materiali utilizzati da Atatürk nella sua visita di Kastamonu sono anche esposti nel museo.

## Istruzione
Kastamonu è sede dell'Università di Kastamonu, fondata nel 2006, incorporando esistenti collegi, scuole e istituti che erano in precedenza sotto le Università di Ankara e la Gazi Üniversitesi. Un qualificato liceo a Kastamonu è l'Abdurrahman Paşa Lisesi, conosciuto anche come Kastamonu Lisesi, la prima moderna scuola che è stata istituita in Anatolia nel tardo Impero ottomano.

## Geografia fisica

### Clima
Kastamonu ha un clima continentale caldo umido con inverni freddi ed estati calde. Kastamonu tende ad essere abbastanza umido tutto l'anno, più piovoso in primavera e l'estate più secco.